# Olympus E-1
Olympus E-1 (оли́мпус-е-один) — первый цифровой зеркальный фотоаппарат компании «Олимпус» со сменными объективами. Является также первой моделью стандарта 4/3, оснащён матрицей нового формата 17,3 × 13,0 мм с пропорциями 4:3 и кроп-фактором 2, а также новым креплением объективов. E-1 был представлен 24 июня 2003 года, поступил в продажу в сентябре и до появления в 2007 году преемника — E-3 — являлся топ-моделью как среди фотоаппаратов «Олимпус», так и во всём семействе 4/3.
E-1 отличается от современных ему фотоаппаратов с матрицей формата APS-C защищённым от брызг и пыли металлическим корпусом из магниевого сплава, системой очистки матрицы от пыли, видоискателем со стопроцентным охватом кадра и возможностью смены фокусировочного экрана, а также отсутствием встроенной вспышки — и позиционировался компанией-производителем как профессиональная модель. Однако по ряду характеристик фотоаппарат уступает профессиональным моделям конкурентов того времени: скорость съёмки составляет всего 3 кадра в секунду, максимальная серия — 12 кадров, минимальная выдержка — 1/4000 секунды, минимальная выдержка синхронизации со вспышкой — 1/180 секунды.
Вместе с фотоаппаратом было представлено сразу четыре объектива новой системы и три вспышки. Объявленная стоимость в момент анонса — 2200 долларов США, в конце августа американское отделение компании опубликовало ориентировочную розничную стоимость для США — 1800 долларов.

## Описание
Olympus E-1 представляет собой классический цифровой зеркальный фотоаппарат со сменными объективами, с записью снимков на карту памяти как в сжатом формате JPEG, так и в несжатых форматах, и не имеет ни предпросмотра изображения в реальном времени, ни функции видеозаписи.

### Байонет
Фотоаппарат получил абсолютно новый байонет системы 4/3. Благодаря тому, что кроп-фактор матрицы системы равен двум, для неё можно проектировать объективы, которые при схожих фокусных расстояниях и светосиле будут более компактными и лёгкими, чем для полного кадра или формата APS-C, либо более светосильные при схожих размерах и весе.
Компания «Олимпус» выпустила адаптер MF-1, предназначенный для установки объективов системы OM на фотоаппараты системы 4/3.

### Корпус
Основные черты дизайна фотоаппарат унаследовал от более ранних цифровых зеркальных фотоаппаратов компании, имевших несъёмный объектив: E-10 и E-20. В частности, в отличие от других зеркальных камер, у которых крепление объектива располагается близко к центру, у E-1 оно смещено к краю, освобождая тем самым место для хвата правой рукой.
Фотоаппарат получил полностью металлический корпус из магниевого сплава. Все разъёмы имеют резиновые прокладки, обеспечивающие защиту камеры по стандарту IPX1: возможность находиться в течение 10 минут под вертикально падающими струями воды с интенсивностью 3—5 мм осадков в минуту.
Сверху находится чёрно-белый жидкокристаллический дисплей для отображения оперативных настроек, сзади — цветной экран для работы с меню и просмотра сделанных фотографий.

### Видоискатель
Видоискатель фотоаппарата представляет собой пентапризму со стопроцентным охватом кадра. Увеличение изображения составляет 0,96 при использовании 50-мм объектива, установленного на бесконечность, и коррекции в −1 диоптрию.
Фокусировочный экран сменный. Стандартный матовый экран FS-1 может быть заменён на опциональный FS-2, который расчерчен на сетку 8 × 6.
Окулярная точка вынесена на 20 мм. Видоискатель оснащён колёсиком диоптрийной коррекции (от −3 до +1 дптр) и затвором, который позволяет закрыть видоискатель, чтобы свет не попадал внутрь фотоаппарата, например, при длительной съёмке. Стандартный наглазник EP-1 можно заменить на опциональный EP-2, который закрывает глаз и препятствует проникновению света в видоискатель.

### Затвор
Затвор — механический, расположенный в фокальной плоскости. Диапазон выдержек — от 1/4000 секунды до 60 секунд, все выдержки управляются электроникой. Ручная выдержка длительностью до 8 минут. Синхронизация со вспышкой возможна на выдержках не короче 1/180 секунды.
Для более мягкого срабатывания затвора предусмотрена функция Anti-Shock, время задержки между подъёмом зеркала и срабатыванием затвора задаётся в меню. Задержка между нажатием на кнопку спуска и срабатыванием затвора составляет около 0,08 секунды.
Компания гарантирует ресурс затвора минимум в 150 000 срабатываний.

### Матрица
Более чем за год до анонса E-1 компания «Кодак» опубликовала характеристики матрицы, которая впоследствии была использована в фотоаппарате. Kodak KAF5101CE — ПЗС-матрица с байеровым RGB-фильтром и квадратными пикселями размером 6,8 × 6,8 нм, расположенными за микролинзами. Размер микросхемы — 19,7 × 15,04 мм, размер светочувствительной области — 18,0 × 13,5 мм, полное количество пикселей — 5,6 млн (2738 × 2044). Размер итогового изображения — 2560 × 1920 мм (4,9 млн пикселей), оно формируется областью размером 17,3 × 13,0 мм.
Перед матрицей установлен фильтр нижних частот для устранения муара.
Чувствительность можно выбрать из списка 100, 200, 400 или 800 ISO, а при включении настройки ISO Boost — также 1600 и 3200 ISO.
Фотоаппарат оснащён технологией очистки матрицы при помощи ультразвука: защитная плёнка колеблется с очень высокой частотой, что приводит к падению частиц пыли на специальную липкую ленту. Механизм активируется при каждом включении фотоаппарата, но также может быть запущен вручную.

### Фокусировка
Экспозамер — матричный и центральновзвешенный по одной точке либо по области изображения